# Tetragnatha stimulifera
Tetragnatha stimulifera är en spindelart som beskrevs av Simon 1907. Tetragnatha stimulifera ingår i släktet sträckkäkspindlar, och familjen käkspindlar.
Artens utbredningsområde är Kongo. Inga underarter finns listade i Catalogue of Life.